# Związek Zawodowy Pracowników Energetyki Atomowej i Przemysłu Ukrainy
Związek Zawodowy Pracowników Energetyki Atomowej i Przemysłu Ukrainy (ukr. Профспілка працівників атомної енергетики та промисловості України, Atomprofspilka) – związek zawodowy reprezentujący pracowników energetyki jądrowej na Ukrainie.

## Historia
6 września 1991, dwa tygodnie po ogłoszeniu niepodległości Ukrainy, z inicjatywy Szefów Komitetów Związków Zawodowych Elektrowni Atomowej i NPO Prypeć utworzono Radę Organizacji Związkowych Elektrowni Atomowych i NPO Prypeć.
12 września 1991 Rada Organizacji Związkowych Elektrowni Atomowej i NPO Prypeć zostały przyjęte do Federacji Niezależnych Związków Zawodowych Ukrainy.
W dniach 23-24 stycznia 1992 odbył się I Zjazd Założycielski, na którym utworzono Związek Zawodowy Pracowników Energetyki Atomowej i Przemysłu Ukrainy. Jej założycielami było 13 podstawowych organizacji związkowych, które zrzeszały 53 000 osób.
W 2022 związek liczył około 56 000 członków.